# Tweekleurige wilgenroosjesmot
De tweekleurige wilgenroosjesmot (Mompha raschkiella) is een vlinder uit de familie wilgenroosjesmotten (Momphidae). De wetenschappelijke naam is voor het eerst geldig gepubliceerd in 1839 door Zeller.
De soort komt voor in Europa.